# AIK Sparkstötting
AIK Sparkstötting var en sektion i AIK som startades i januari 1892. Sparkstötting var en av de mest populära vinteridrotterna på 1890-talet och i början av 1900-talet. I AIK var sparkstötting den andra vinteridrottsgrenen över huvud taget som anordnades av klubben. Detta gjordes på initiativ av AIK:s första ordförande och skapare Isidor Behrens.
Man vet inte när sektionen blev vilande, då det inte finns mycket information om verksamheten i AIK från och med 1896 och ett par år framåt. Det som är klart är att sportens dominant under början av 1890-talet var AIK:are och klart är också att man anordnade den tidens största sparkstöttingstävling - Stockholmsmästerskapet.
Några SM-tecken finns dock inte att visa för AIK:s del - men antagligen för att det troligen inte anordnades något svenskt mästerskap i denna sport. Det närmaste man kunde komma var landets finaste tävling, det redan nämnda Stockholmsmästerskapet. En av anledningarna till att SM inte arrangerades tros vara att klubbarna runt om i Sverige helt enkelt inte hade pengar för att anordna tävlingar i sparkstötting. Av vad som kan utläsas från de få uppgifter som finns så verkar AIK och Stockholms Sparkstöttingsklubb varit de främsta föreningarna i denna idrott.
1895 finns det dokumenterat att en AIK:are vann Stockholmsmästerskapet före representanter från klubbarna Djurgårdens IF, Stockholms Sparkstöttingsklubb, Södertälje Sparkstöttingsklubb, Östermalms IK och Stockholms SK.